# توني هيبورن
توني هيبورن (بالإنجليزية: Tony Hepburn)‏ هو لاعب كرة قدم ومدرب كرة قدم بريطاني في مركز الهجوم، ولد في 22 مايو 1932. لعب مع نادي آير يونايتد ونادي دمبرتون ونادي سلتيك ونادي غرينوك مورتون.